# Mikhail Nikolayevich Tukhachevsky
Mikhail Nikolayevich Tukhachevsky (tiếng Nga: Михаи́л Никола́евич Тухаче́вский) (16 tháng 2, 1893 – 12 tháng 6, 1937) là một chỉ huy Hồng quân, Tổng Tham mưu trưởng Hồng quân giai đoạn 1925-1928, Nguyên soái Liên Xô từ năm 1935. Ông có công lớn trong việc chuyển đổi Hồng quân từ một đội quân bán chính quy sau cuộc Nội chiến Nga thành một quân đội hiện đại ở thời gian giữa thập kỷ 1930.
Là một nhà lý luận quân sự, Tukhachevsky đã đưa ra lập luận biện chứng Vũ khí mới quyết định hình thức mới của chiến tranh làm cơ sở tiên đoán bức tranh chiến trường, từ đó khai sinh học thuyết quân sự "Tác chiến chiều sâu" và giới thiệu khái niệm nghệ thuật chiến dịch bắc cầu giữa hai cấp độ chiến lược và chiến thuật. Qua thực tiễn ứng dụng trong chiến tranh ở các quân đội lớn trên thế giới, khái niệm này đã được xem là một đóng góp quan trọng cho nền khoa học quân sự hiện đại.
Trong cuộc Đại thanh trừng trong nội bộ Hồng quân do Stalin đứng đầu thời kỳ 1937-1941, ông là một trong những phạm nhân có chức vụ cao nhất. Năm 1957, sau cái chết của Stalin, vụ án của ông được lật lại điều tra và được kết luận là không đủ chứng cứ buộc tội. Tukhachevsky được phục hồi danh dự.

## Xuất thân và bắt đầu binh nghiệp

### Xuất thân và giáo dục
Mikhail Nikolayevich Tukhachevsky sinh ngày 16 tháng 2 năm 1893 tại điền trang Alexandrovskoye nay thuộc tỉnh Smolensk trong một gia đình quý tộc gồm 9 chị em. Bà nội của ông vốn lớn lên trong nền giáo dục Pháp đảm nhận việc dạy dỗ các cháu, nên các chị em ông lớn lên đều nói hai thứ tiếng. Từ lúc nhỏ, ngoài năng khiếu văn học và âm nhạc, Tukhachevsky còn đam mê lịch sử quân sự và chịu ảnh hưởng của Napoléon Bonaparte. Do ảnh hưởng này, nên ở trường Tukhachevsky được nhận xét là "người thích tự do, dám coi thường Đức Chúa", mặc dù luôn xuất sắc trong các môn thể thao.
Năm 1909, gia đình ông dời đến Moskva và hai năm sau Tukhachevsky đã tốt nghiệp trung học hạng ưu ở đây. Do gia đình không đủ tiền chu cấp cho việc học đại học, nên ông lựa chọn binh nghiệp ở Trường Thiếu sinh quân Moskva số 1. Năm 1912, với giấy chứng nhận Thiếu sinh quân, ông được nhận vào Trường Võ bị Aleksandrovskoye vốn dành cho con em quý tộc. Trong thời gian học ở đây, một thầy dạy gần gũi của ông, vốn là một cựu binh của chiến tranh Nga - Nhật, đã gieo vào ông tình cảm tổn thương của Quân đội Nga thất trận. Đây là một động lực quan trọng khiến ông đạt kết quả tốt nghiệp xuất sắc nhất trong lịch sử của trường 2 năm sau.

### Bắt đầu binh nghiệp
Với kết quả đó, Tukhachevsky lựa chọn gia nhập Trung đoàn Cận vệ Semyenovsky, vốn là một đơn vị danh dự của Sa hoàng. Hai tuần sau, trung đoàn của ông được đưa đến mặt trận Đông Phổ. Chỉ trong thời gian vài tháng ở mặt trận, ông đã được thưởng huân chương 8 lần, trong đó có cả những huân chương danh giá như Huân chương Thánh Vladimir, Huân chương Thánh Anne và Huân chương Thánh Stanislaus. Ở một trận đánh vào tháng 2 năm 1915, ông bị thương và trở thành tù binh của Quân đội Đức. Sau 5 lần vượt ngục bất thành, ông bị coi là tù binh "ngoan cố", bị chuyển đến một trại giam ở pháo đài Ingolstadt. Ông kể lại với bạn bè về thời gian này rằng khi đọc được tin Cách mạng (dân chủ tư sản) đến và Quân đội sụp đổ qua báo Đức, tôi đã vào toilet, xé nhỏ tờ báo và khóc..... Một người bạn của ông cũng thuật lại suy nghĩ của ông lúc đó "nếu Lenin có thể cứu nước Nga... phá vỡ định kiến cũ, biến nước Nga thành một nước tự do, hùng mạnh, thì tôi chọn Lenin".
Khoảng tháng 10 năm 1917, M. N. Tukhachevsky trở lại Nga. Tuy nhiên, lúc này thì không còn Quân đội Đế quốc Nga để ông phục vụ nữa.

## Nhà chỉ huy Hồng quân

### Giai đoạn Nội chiến
Sau khoảng nửa năm ở nhà, ông tìm gặp Trotsky lúc này là Dân uỷ Quốc phòng và quyết định gia nhập Đảng Bolshevik. Ngay trong thời gian đầu tham gia Nội chiến, ông đã thể hiện năng lực tổ chức khi hoàn thành tốt nhiệm vụ xây dựng khu vực phòng thủ Moskva. Không lâu sau đó, khi được tín nhiệm cử đến Phương diện quân Đông đang thất bại trước quân Bạch vệ của Đô đốc Aleksandr Kolchak, ông đã gom các nhóm tàn quân lại thành Tập đoàn quân Cách mạng số 1 và ổn định mặt trận, từ đó, ông được cử nắm Tập đoàn quân số 5 - một đơn vị mạnh dưới quyền của Mikhail V. Frunze - một chỉ huy được kính trọng của Hồng quân.
Trong thời gian chưa đầy 1 năm ở cấp Tư lệnh Tập đoàn quân, ông đã được gọi là "Bornapate Đỏ" khi các cuộc tấn công của ông luôn mang ý đồ đe doạ thọc sườn uy hiếp bao vây đối phương, được chỉ huy với phong cách "dứt khoát và nhanh nhạy trong hành động, chính xác trong lựa chọn hướng tấn công, khôn khéo trong điều chuyển và tập trung quân chiếm ưu thế ở hướng chính". Tháng 8 năm 1919, sau những chiến dịch thành công ở Siberia, ông được trao Huân chương Cờ đỏ - Huân chương cao nhất của Hồng quân lúc đó.
Tháng 2 năm 1920, Tukhachevsky được bổ nhiệm Tư lệnh Phương diện quân Kavkaz chống lại quân đội của tướng Anton Denikin. Ở đây, ông phát triển chiến thuật sử dụng lực lượng xung kích mở cửa đột phá để tung kỵ binh qua cửa mở phát huy chiến quả. Với những chiến dịch táo bạo mà được biết đến nhiều nhất là Kuban-Novorossiisk, ông đã đánh bại đội quân tình nguyện của Denikin, giải phóng khu vực Bắc Kavkaz.

### Giai đoạn chiến tranh Nga - Ba Lan
Nhờ thành tích ở cuộc Nội chiến, vào tháng 5 năm 1920 Tukhachevsky được tín nhiệm đề bạt làm Tư lệnh Phương diện quân Tây ở hướng chiến lược chống lại Quân đội Ba Lan. Lúc này, Quân đội Ba Lan dưới sự chỉ huy của Nguyên soái Józef Piłsudski đang nắm một phần lớn Byelorussia ở phía Bắc và đã chiếm được Kiev - thủ đô của Ukraina ở phía Nam. Cuối tháng 5, Phương diện quân Tây của Tukhachevsky và Phương diện quân Tây Nam phản công chặn đứng đà tiến của Quân đội Ba Lan và chuẩn bị cho một cuộc tổng tấn công.
Đầu tháng 7, Tukhachevsky tung ra cuộc tấn công theo cách đặc trưng của mình: Một cánh quân kỵ binh vòng phía Bắc sát biên giới Latvia, qua Đông Phổ cắt vào sườn đối phương, còn các Tập đoàn quân bộ binh tập trung vào chính diện dọc trục Smolensk–Brest-Litov. Chiến dịch mở màn thành công khi Quân đội Ba Lan sụp đổ và bị bức rút trên toàn mặt trận. Với kết quả vượt mong đợi, Tukhachevsky thúc quân vượt sông Wisla phát huy chiến quả bất chấp lực lượng mỏi mệt và đường hậu cần đã bị kéo căng.
Để thực hiện cuộc tấn công vào Warszawa, Tukhachevsky yêu cầu Phương diện quân Tây Nam tấn công Lublin để che sườn trái cho Phương diện quân Tây, rồi phát triển đến Nam Warszawa hợp vây với Phương diện quân Tây từ phía Bắc thành phố. Lev Kamenev, Chủ tịch Hội đồng Quân uỷ - chấp thuận, ra lệnh điều chuyển Tập đoàn quân Kỵ binh số 1 của Budyonny sang cho Phương diện quân Tây. Tuy nhiên, với sự đồng ý của Stalin - lúc này là Chính uỷ của Phương diện quân Tây Nam, Budyonny kháng lệnh, tiếp tục tiến đánh L'vov.
Ngày 14 tháng 8, Józef Piłsudski tung ra cuộc phản công: cánh phía Bắc từ pháo đài Modlin, cánh chủ công phía Nam Warszawa đi vào kẽ hở giữa 2 PQD Hồng quân hướng lên phía Bắc thọc vào sườn trái của Phương diện quân Tây. Chỉ sau 3 ngày, Quân đội Ba Lan đã hợp vây thành công, tiêu diệt chủ lực của PQD Tây trước khi Tukhachevsky kịp lui quân.
Chiến dịch thất bại này đã trở thành một cột mốc đặc biệt trong cuộc đời của Tukhachevky: nó vừa được rút tỉa để khởi đầu cho những tư tưởng mới về chiến tranh của ông, lại vừa là nguồn gốc của những mâu thuẫn có quan hệ đến cái chết của ông về sau.

### Trấn áp các cuộc nổi dậy
Trong năm 1921, Phương diện quân Tây của Tukhachevsky tiếp tục được giao nhiệm vụ trấn áp các cuộc nổi dậy, mà trong đó nổi bật là cuộc nổi dậy Kronstadt vào tháng 3 và cuộc nổi dậy của nông dân Tambov vào tháng 5.
Điểm chung trong cả hai cuộc trấn áp này là những biện pháp không khoan nhượng để chống lại các thủy thủ, công nhân và nông dân. Đặc biệt, ở cuộc trấn áp Tambov, Quân lệnh ngày 12 tháng 6 năm 1921 do Tukhachevsky và V. Antonov-Ovseenko ký có đoạn:
| “                                     | Phải dùng hơi độc để quét sạch phiến loạn trong các khu rừng. Việc sử dụng phải tính toán kỹ sao cho mây độc bay qua rừng và giết hết những kẻ đang ẩn náu. | ” |
| — Tukhachevsjy và V. Antonov-Ovseenko | |   |

## Nhà lý luận quân sự và cải cách quân đội

### Cá tính và khả năng gây ảnh hưởng

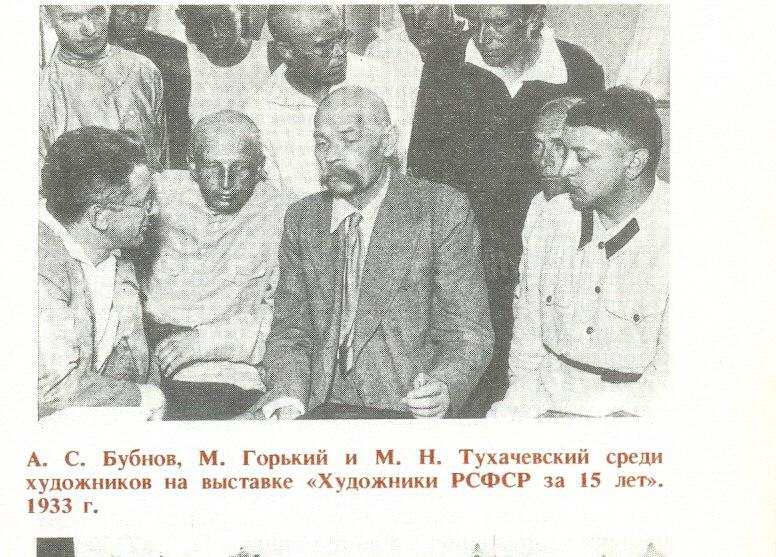
Andrey Bubnov, Maksim Gorky và Mikhail Tukhachevsky tại triển lãm nghệ thuật Cộng hòa xã hội chủ nghĩa Xô Viết Liên bang Nga năm 1933

Tukhachevky là một người lịch lãm. Ông thích nhạc Beethoven, sành rượu vang, chơi đàn và biết làm đàn violin. Trong số các văn nghệ sĩ, ông giao du thân mật với nhạc sĩ Dmitri Shostakovich và nhà văn Boris L. Pasternak, người được đề nghị trao giải thưởng Nobel Văn học 1958. Tuy nhiên, con người nghệ sĩ của ông thường được coi là mâu thuẫn với con người nghề nghiệp, khi ông sử dụng hơi độc để trấn áp cuộc nổi dậy Tambov, hay khi ông tấn công lý luận của A. Svechin khi ông này đang ở trong trại cưỡng bức lao động.
Tác giả Shimon Naveh viết rằng một số đồng nghiệp mô tả ông là "một trí thức có sức lôi cuốn, có khiếu thẩm mỹ và nhạy cảm, một người có một đầu óc thông tuệ và sáng tạo, đam mê văn minh phương Tây", trong khi vài người khác nói về ông như là "một hoàng tử bóng tối chịu ảnh hưởng của Bonaparte, chống Chúa, bài Do Thái, cảm tình Quốc xã, lạnh lùng, một người Cộng sản thực dụng, một chiến binh Mông Cổ lãng mạn hiện thân của Thành Cát Tư Hãn". Cách nhìn này cũng được tác giả Richard Simpkin khẳng định "có người coi ông là một người thông minh theo chủ nghĩa lý tưởng, đạo đức tới mức nguyên tắc, nhưng cũng có người coi ông là một kẻ cơ hội, nhiều tham vọng, biết cách khôn khéo khai thác ý tưởng, con người lẫn sự kiện".
Nhưng dù ông có được nhìn nhận mâu thuẫn thế nào đi nữa, thì có một điều được thừa nhận: cả trên khía cạnh con người lẫn tư tưởng, sức hút của ông đã khơi dậy tinh thần sáng tạo của cả một thế hệ sĩ quan - tướng lĩnh Hồng quân cùng thời.

### Các tác phẩm lý luận quân sự
Năm 1921, Tukhachevky được giao nhiệm vụ Giám đốc Học viện Quân sự Bộ Tổng tham mưu, ông đã tập hợp một số tài năng quân sự vào Học viện để gây dựng bộ môn khoa học quân sự Xô Viết. Từ thời gian này trở đi, đặc biệt là lúc kế nhiệm Frunze ở chức vụ Tổng tham mưu trưởng trong giai đoạn 1925-1928, ông đã có trên 120 bài viết, tham luận và bài giảng. Trong số đó, có 12 tác phẩm thường được khảo cứu, bao gồm Chiến lược quốc gia và giai cấp (1920),Trận đánh sông Bugs (1924), Các vấn đề về chỉ huy cấp cao (1924), Các vấn đề về chiến lược đương thời (1925), Chiến thuật và chiến lược (1926), Chiến tranh với hình thức đấu tranh vũ trang (1928), Tác chiến và chiến dịch (1929), Giới thiệu ý tưởng cải cách tác chiến của J.F.C. Fuller (1931), Sự phát triển của vũ khí và hình thức tác chiến (1931), Những vấn đề mới của chiến tranh (1931-32), Sự phát triển các hình thức kiểm soát và chỉ huy mới (1934) và Điều lệ tác chiến mới của Hồng quân (1936).
Tư tưởng nhất quán, xuyên suốt trong các tác phẩm của ông là lập luận về quan hệ biện chứng giữa các cặp phạm trù: trình độ kinh tế - bản chất của chiến tranh, bản chất chiến tranh - hình thức chiến tranh, hình thức chiến tranh - trình độ kỹ thuật của vũ khí, trình độ kỹ thuật của vũ khí - chiến thuật tác chiến. Những phạm trù này bao phủ cả ba cấp độ của khoa học quân sự, từ chiến lược, nghệ thuật chiến dịch cho đến chiến thuật, đồng thời mối quan hệ biện chứng giữa chúng cho phép tiên đoán một cách thuyết phục bức tranh cụ thể của chiến trường tương lai. Dựa trên bức tranh đó, ông phát triển các ý tưởng về vai trò của công nghệ, cách tiến hành các chiến dịch bằng lực lượng hợp thành, vai trò của kiểm soát và chỉ huy và thậm chí đến kỹ năng và tinh thần của mỗi người lính.

### Khai sinh "Tác chiến chiều sâu"
Với tư cách là một bức tranh chiến thuật cụ thể trong đó "sử dụng mọi hỏa lực công kích đồng thời suốt chiều sâu mặt trận để cô lập, chia cắt và làm tê liệt đối phương trước khi đột phá, thực hành vận động sâu để bao vây tiêu diệt", thì học thuyết "Tác chiến chiều sâu" xuất hiện với hình hài đầy đủ vào năm 1929 dưới ngòi bút của V. Triandafillov. Tuy nhiên, với tư cách là một hạt giống tư tưởng, thì ý tưởng "công kích từ tung thâm" thay cho "bóc vỏ từng lớp" xuất hiện lần đầu trong tác phẩm "Những vấn đề về chỉ huy cấp cao" của ông vào năm 1924. Vì thế, Tukhachevsky thường được một số tác giả gán theo cách đơn giản là tác giả chính của học thuyết, mặc dù thực tế xảy ra hơi khác.
Trong số lượng lớn các tác phẩm của mình, "Tác chiến chiều sâu" chỉ là một phần nhỏ trong bức tranh lớn hơn nhiều - Hình thức chiến tranh mới - như là một hệ quả tất yếu của sự phát triển của quy mô kinh tế và trình độ khoa học kỹ thuật. Chính luận điểm này của ông là khởi nguồn của "nghệ thuật chiến dịch" cũng như các chiến thuật mới. Với sức gây ảnh hưởng của ông, thì đây chính là hạt giống gieo thành một học thuyết hoàn chỉnh qua cảm hứng sáng tạo của cả một thế hệ các sĩ quan Hồng quân tài năng đương thời.

### Công cuộc hiện đại hoá Hồng quân

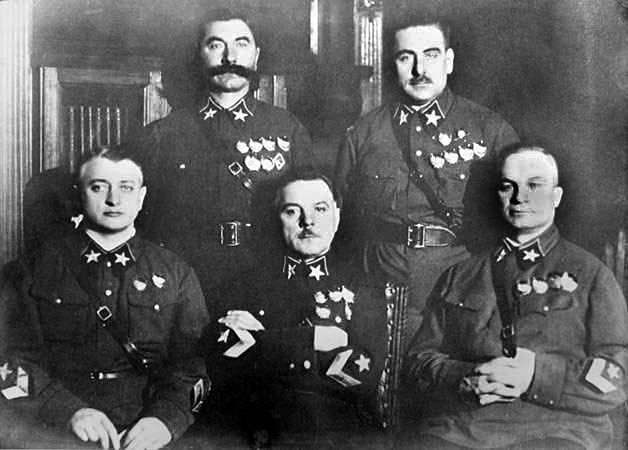
5 nguyên soái đầu tiên của Liên Xô. M. N. Tukhachevsky ngồi hàng đầu, bên trái

Trong thời gian đầu sau Nội chiến, quan điểm phổ biến khi đó xem Hồng quân là quân đội của giai cấp công nông và cần duy trì dưới hình thức dân quân. Cho nên trong khoảng thời gian từ 1925 đến 1928, ở vị trí Tổng tham mưu trưởng, một mặt Tukhachevsky phải đấu tranh cho chủ trương chính quy hóa Hồng quân, một mặt phải nỗ lực vượt bậc để thực hiện công cuộc đó.
Từ góc độ một nhà lý luận, Tukhachevsky nhìn nhận rằng cùng với sự tiến bộ của kỹ thuật và vũ khí, cuộc chiến tranh tương lai sẽ có bản chất và hình thức khác trước. Với xu thế tất yếu lúc bấy giờ, ông cho rằng Hồng quân không thể chỉ dừng lại ở chính quy hóa, mà còn phải được cơ giới hóa.
Ở thời kỳ trước năm 1930, quan điểm này của ông bị các tướng kỵ binh cũ như Voroshilov và Budyonny phản đối, phần nào là nguyên nhân khiến đề xuất tái vũ trang Hồng quân ở quy mô lớn của ông bị bác bỏ vào năm 1928, bản thân ông bị huyền chức Tổng tham mưu trưởng sau đó. Nhưng ông không bị thụ động hoá: Ở vị trí Tư lệnh Quân khu Leningrad, ông tiếp tục tổ chức các đơn vị nhảy dù, dành thời gian cho các buổi tập trận cơ giới ở trường Karzan để hoàn chỉnh chiến thuật tác chiến cho 2 binh chủng này.
Năm 1931, khi mối đe dọa đối với Liên Xô trở nên rõ ràng hơn, Stalin chấp thuận đề xuất của ông và bổ nhiệm ông vào vị trí Phó Dân ủy Quốc phòng kiêm Cục trưởng Cục Vũ khí và Trang bị. Ở vị trí này, theo lời tác giả Shimon Naveh thì "trí tưởng tượng của ông có thể được cảm thấy trong mọi ý tưởng kỹ thuật, từ phát triển cho đến sản xuất và sử dụng". Trong khoảng thời gian 1934-1935, các đơn vị cơ giới hóa của Hồng quân được trang bị các loại vũ khí và xe chiến đấu hiện đại nhất, cả về số lượng lẫn chất lượng, Không quân có các loại máy bay tiêm kích và ném bom tốt nhất, còn bộ binh hợp thành có pháo tự hành đầu tiên trên thế giới.
Những thành quả đó khiến cho ảnh hưởng của ông ngày càng lớn trong Hồng quân, còn đối với các nước Phương Tây, ông trở thành một tâm điểm chú ý đặc biệt. Uy tín đó được thừa nhận khi ông trở thành người trẻ nhất (42 tuổi) trong số 5 vị tướng đầu tiên của Hồng quân được phong hàm Nguyên soái Liên bang Xô viết vào ngày 20 tháng 11 năm 1935.
Tuy nhiên, những điều đó không giúp ông trở thành người tin cậy đối với Stalin.

## Vụ án Tukhachevsky

### Quan hệ với Stalin và Voroshilov
Chiến dịch Wisla 1920 luôn là đầu mối bất hoà giữa Tukhachevsky và các tướng lĩnh thuộc Phương diện quân Tây Nam. Được nhuộm màu chính trị, cho đến cuối thập kỷ 20, quan điểm quy lỗi cho Tukhachevsky dần trở thành chính thống kể cả trong giới nghiên cứu ở Học viện Frunze. Thế nhưng Tukhachevsky không chịu để uy tín cầm quân của mình bị tổn hại, khiến chủ đề Wisla lan rộng trong các cuộc tranh luận và bị diễn dịch thành nguy cơ cho uy tín cá nhân của Stalin.
Quan hệ giữa Tukhachevsky và Voroshilov không hề êm đẹp. Do Voroshilov là Chính uỷ Tập đoàn quân Kỵ binh số một trong thời gian chiến dịch Wisla, lại thiếu kiến thức căn bản về quân sự nên Tukhachevsky không hề né tránh khi vạch ra những sai sót của Voroshilov mỗi khi liên quan đến công việc. Còn về phía Voroshilov, theo lời của Zhukov là "rất ghét Tukhachevsky". Đây là lý do mà Voroshilov "không hề nhúc nhích ngón tay" khi Tukhachevsky bị bắt.

### Vụ án Tukhachevsky
Lễ duyệt binh ngày 1 tháng 5 năm 1937 là lần cuối cùng Tukhachevsky xuất hiện trước quân đội. Trong cùng ngày, Tukhachevsky được thông báo là ông bị thay thế trong vai trò đại diện cho Chính phủ Liên Xô tham dự lễ tấn phong của Vua Anh George VI. Không lâu sau đó, ông bị miễn nhiệm ở vị trí Phó Dân ủy Quốc phòng và được điều tới chỉ huy Quân khu Volga. Ngày 22 tháng 5 năm 1937, ông bị bắt ở Saratov và bí mật chuyển về Moskva bằng xe tù. Ngày 2 tháng 6, trong một cuộc họp của 116 tướng lĩnh cao cấp của Hồng quân, Stalin lên tiếng về vụ bắt giữ là "không nghi ngờ gì nữa, một âm mưu quân sự - chính trị do bè lũ phát - xít Đức kích động và tài trợ chống lại Nhà nước Liên Xô đã xảy ra".
Trong 3 tuần bị giam, theo các tài liệu được công bố trên tờ Pravda năm 1988, ông đã bị tra tấn, buộc phải nhận tội làm gián điệp cho Đức Quốc xã. Bản nhận tội của ông - được đăng trên cùng số báo - còn dính lấm tấm những vết máu có hình dạng bất thường, được xác minh là rơi ra từ một thân thể đang chuyển động, tức là ông đang cố gượng dậy khi bị đánh vào đầu vào thời điểm "thú tội". Bằng bản cung ép buộc đó, Tukhachevsky bị kết án tử hình cùng với 7 nhà lãnh đạo khác của Hồng quân trong phiên xử kín được biết dưới tên "Vụ án bè lũ phản cách mạng Trotskyist trong Hồng quân" vào ngày 11 tháng 6. Ông bị xử bắn ngay sau khi án được tuyên.
Sau khi ông bị tử hình, con gái ông - Svetlana, lúc đó mới 12 tuổi - bị bắt đưa về trại mồ côi dành cho con em "kẻ thù của nhân dân" và đến 17 tuổi thì bị đưa vào trại GuLag. Vợ ông lẫn người vợ đã ly hôn trước đó đều bị bắt, bị kết án đày ở Siberia và sau đó đều bị bắn. Mẹ ông và các anh chị em ông đều bị bắt đi đày rồi chết trong thời gian bị đày hoặc bị xử tử trong khoảng vài năm sau đó.
Tuy nhiên, Tukhachevsky chỉ là sự khởi đầu, vì trong 4 năm sau đó, 3/5 Nguyên soái, 14/16 Tư lệnh Tập đoàn quân, 60/87 Quân đoàn trưởng, 136/199 Sư đoàn trưởng, tổng cộng 40.000 sĩ quan Hồng quân lần lượt trở thành "kẻ thù của nhân dân" trong cuộc đại thanh trừng.

### Nguyên nhân của vụ án
Trong thời gian Chiến tranh lạnh, một số nhà sử học đặt nghi vấn rằng các điệp viên Đức, dưới sự chỉ đạo của Heinrich Himmler và Reinhard Heydrich đã phát tán các tài liệu giả về mối quan hệ giữa M. N. Tukhachevsky với Bộ Tổng tham mưu Quân đội Đức Quốc xã để gieo rắc nghi ngờ ở Stalin, qua đó làm Hồng quân suy yếu. Theo giả thiết này, các tài liệu giả được chuyển cho tổng thống Tiệp Khắc Edvard Beneš, ông này tin tưởng vào giá trị của chúng và đã trao nó cho Stalin.
Tuy nhiên, các tài liệu lưu trữ được công bố sau khi Liên Xô sụp đổ cho thấy rằng chính NKVD (НКВД СССР) đã đứng đằng sau kế hoạch này khi thông qua một điệp viên của mình chuyển thông tin giả cho Reinhard Heydrich, còn Reinhard Heydrich thì chớp cơ hội bịa ra những tài liệu đáng tin cậy hơn và chuyển trở lại cho các nguồn trung gian. Cũng theo nguồn tài liệu lưu trữ này được phân tích bởi sử gia Mỹ J. Arch Getty, thì Tukhachevsky được Stalin nhận định là không thuộc nhóm "Đảng trước, Quân đội sau" như Voroshilov và Budenny, trong khi chính sách của Stalin trong nửa sau năm 1937, là "tiêu diệt bất kỳ ai nghi ngờ có biểu hiện hoặc có tiềm năng là không trung thành với nhóm Stalin". Thái độ này của Stalin cũng được sử gia Otto Preston Chaney xác nhận khi cho rằng "một số nhân chứng trong cuộc khẳng định rằng kế hoạch buộc tội Tukhachevsky do NKVD chuẩn bị và thực hiện không thể không được Stalin thông qua".

### Phục hồi danh dự 20 năm sau

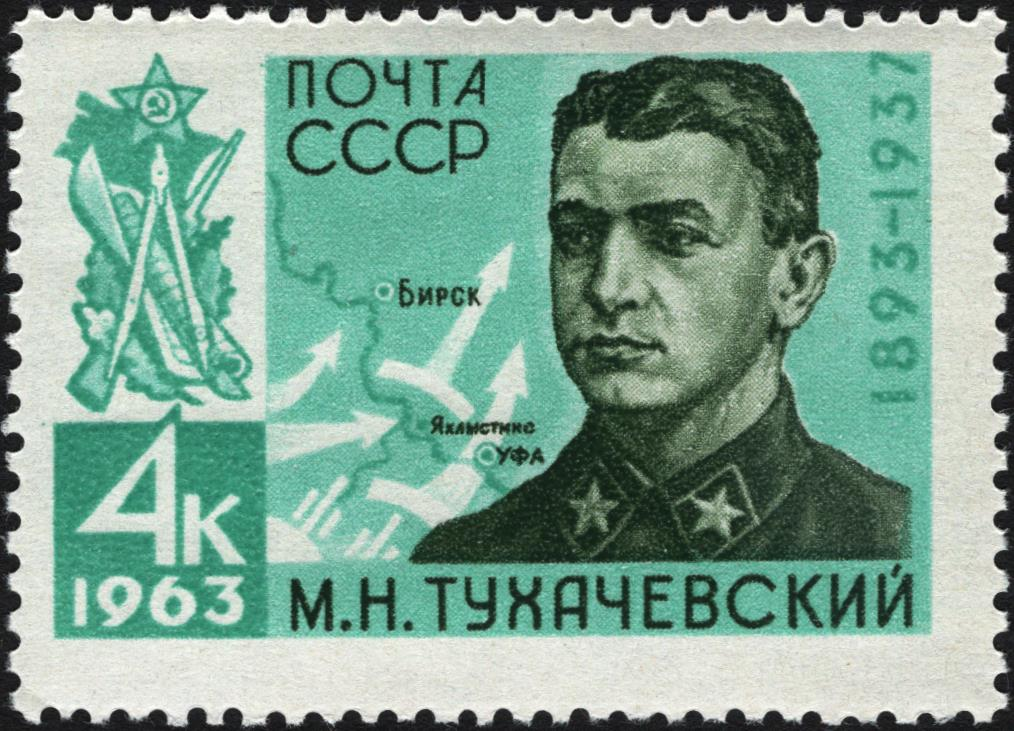
Con tem năm 1963 của Liên Xô ghi nhận công lao M. N. Tukhachevsky, (trên nền con tem là biểu tượng của "Tác chiến chiều sâu").

Trong bản hồi ký tái bản năm 1991, Zhukov viết về bản án của Tukhachevsky là "sự lãng phí to lớn nhất của quân đội chúng ta và của cả chính quyền Xô Viết". Vì thế, sau khi Stalin mất và Khrushchev lên kế nhiệm, mở đầu cho phong trào bài trừ ảnh hưởng của Stalin thì cũng là lúc Zhukov và nhiều tướng lĩnh lên tiếng đòi phục hồi cho Tukhachevsky và các nạn nhân khác.
Năm 1956, Viện Kiểm sát Quân sự Tối cao Liên Xô và Ủy ban An ninh Nhà nước trực thuộc Hội đồng Bộ trưởng Liên Xô đã điều tra lại vụ án Tukhachevsky và các chỉ huy khác. Trong bản kết luận điều tra, Tổng Kiểm sát trưởng Viện Kiểm sát Quân sự Tối cao Liên Xô đã xác định: các lời khai và các bút lục tại Tòa án Tối cao Liên Xô ngày 11 tháng 6 năm 1937 đối với Tukhachevsky và các bị cáo khác trong vụ án là hoàn toàn không có cơ sở xác định hành vi phạm tội. Thông báo của Đoàn Chủ tịch Ủy ban Trung ương Đảng Cộng sản Liên Xô "Về việc xác minh những vụ án oan sai năm 1937 bởi các cơ quan tư pháp đối với Nikolayevich Tukhachevsky và các nhà lãnh đạo quân sự khác bị buộc tội phản quốc, khủng bố và âm mưu đảo chính quân sự", nêu rõ:
| “                                           | 2. Trong cuộc tranh chấp giữa Stalin và Nikolayevich Tukhachevsky, dựa trên cơ sở độc đoán tư tưởng, I. V. Stalin đã có các hành vi sai trái biểu hiện mối quan hệ thù địch. Ở giai đoạn sau chiến tranh, các bài báo và phát biểu về lịch sử của Tukhachevsky đã mô tả chính xác vai trò của Stalin trong cuộc nội chiến. Điều đó gây trở ngại đối với việc ca tụng vai trò của Stalin và thần thánh hóa nhân cách của ông. 3. Các nhà lãnh đạo quân sự tài năng như Nikolayevich Tukhachevsky, Yakir, Uborevich đã có những đóng góp quan trọng cho nhà nước và nền khoa học quân sự Xô Viết nhưng lại được coi là ảnh hưởng đến uy tín của Stalin. Những tin đồn mà OGPU - NKVD sử dụng làm chứng cứ cáo buộc Nikolayevich Tukhachevsky phạm tội hoạt động tình báo cho nước ngoài, chống lại Nhà nước Xô Viết là hoàn toàn bịa đặt bởi những thế lực chống Liên Xô và chủ nghĩa xã hội. | ” |
| — Kết luận của UBTW Đảng Cộng sản Liên Xô., | |   |

Căn cứ vào đề xuất của Viện, Ủy ban Kiểm tra Trung ương Đảng Cộng sản Liên Xô đã ra quyết nghị bác bỏ tội chống Đảng, phục hồi Đảng tịch cũng như mọi quyền lợi khác cho tất cả các bị cáo. Trong thập kỷ 1960-1970, các tác phẩm của ông lần lượt được tái bản, tên ông được đưa vào Bách khoa Toàn thư Xô viết ấn bản 1973. Trên các phương tiện thông tin đại chúng, ông được nhắc đến như là một Anh hùng thời Nội chiến và nhà cải cách Hồng quân. Ở thời kỳ thập kỷ 1970 trở đi, ở mỗi thành phố lớn đều có một con đường mang tên Tukhachevsky. Ông dần được trả về một vị trí xứng đáng trong lịch sử Xô Viết.
Tuy nhiên, vị trí của ông trong sách giáo khoa của các trường quân sự trên thế giới thì không cần đến quyết định phục hồi.

## Di sản và đóng góp

### Đóng góp cho Chiến tranh Vệ quốc Vĩ đại
Sau khi ông bị xử tử, các tác phẩm của ông bị cấm, còn những ý tưởng tác chiến của ông và các tác giả khác trong "Tác chiến chiều sâu" bị rơi vào bóng tối. Cuộc xâm lược bất ngờ của Đức Quốc xã tháng 6/1941 đặt Hồng quân trước nguy cơ bị tiêu diệt hoàn toàn trong 6 tháng đầu tiên. Dưới áp lực sinh tồn, Hồng quân phải tự tổ chức lại, và con đường đó không có gì khác hơn là từng bước quay trở lại với ý tưởng trước đó, mặc dù ông không hề được nhắc tên trong một văn bản chính thức nào.
Bắt đầu từ cuối năm 1942, với các lực lượng xung kích, xe tăng thiết giáp được tổ chức lại, được chỉ huy bởi lớp tướng lĩnh thấm nhuần tư tưởng của ông đã thực hiện những chiến dịch thành công, xoay chuyển tình thế chiến tranh. Bắt đầu từ trận Stalingrad, rồi trận Kursk, Bagration, Wisla-Oder, học thuyết đã đóng vai trò như một la bàn đưa Hồng quân đến chiến thắng cuối cùng ở Berlin.. Và như lời của một học giả Phương Tây, thì "vòng vây Stalingrad, đai phòng ngự Kursk hay trận mưa đạn pháo ở Berlin đều là những trang sách xé ra từ các tác phẩm của ông".

### Đóng góp cho khoa học quân sự hiện đại
Suốt 200 năm, Quân đội Hoa Kỳ chiến đấu với các khái niệm "chiến thuật" và "chiến lược" đã định hình: chiến thuật để thắng một trận đánh, chiến lược để thắng cuộc chiến tranh. Thất bại trong chiến tranh Việt Nam là một cú sốc lớn với họ khi mà "Quân đội Hoa Kỳ thắng trong tất cả các trận đánh, nhưng thua cuộc chiến tranh". Với một khoảng trống lớn ở giữa "chiến thuật" và "chiến lược", sự công nhận đối với Nghệ thuật chiến dịch - với tư cách là một phương pháp gom nhóm mục tiêu của các trận đánh riêng lẻ thành từng chiến dịch và kết hợp mục tiêu của các chiến dịch vào trong mục tiêu cuối cùng - đến như là một sự tất yếu trong giai đoạn 1976-1982.
Cùng với sự công nhận giá trị của nghệ thuật chiến dịch ở giới lãnh đạo Quân đội Hoa Kỳ, thì các tác phẩm của Tukhachevsky được đào sâu nghiên cứu ở các trường quân sự của mọi quân đội lớn khác trên thế giới. Và trong thời kỳ phát triển nhanh chóng của công nghệ vũ khí, thì lập luận của Tukhachevsky "vũ khí mới quyết định hình thức chiến tranh mới" trở thành một quy tắc nền tảng để phát triển các bài bản chiến thuật mới. Những đóng góp này của Tukhachevsky chính là nguyên do mà một số nhà lý luận quân sự Phương Tây coi ông là nhà lý luận quân sự nổi bật nhất của thế kỷ 20.